# 仙人掌的秘密
《仙人掌的秘密》（日语：サボテンの秘密）是日本漫畫家春田菜菜的日本漫畫作品。於集英社漫畫雜誌《Ribon》2004年2月號至2005年6月號期間進行連載。單行本全4卷。

## 劇情簡介
未來喜歡的人是曾經當過不良少年的「藤岡京平」。但是藤岡居然是完全不懂戀愛的超級遲鈍男，在未來告白的前五秒鐘居然說出「妳是在模仿引田天功嗎？」。種種行為讓未來曾經死心，但還是仍然無法拋棄這段感情，而且藤岡又說出：「明天說不定我也會……改變喔……」，但又對未來愛理不理。所以未來在運動會比賽兩人三腳時詢問藤岡「期待的結果」。

## 登場人物
配音員為廣播劇的配音。
山田 未來（聲：川澄綾子）
高中生。中學時代只是一個不起眼的女孩，不過，因為喜歡上同學校的藤岡京平，所以化妝、染髮以及減肥，努力變美打算向藤岡告白，沒想到藤岡竟然是一個超級遲鈍男。成績優秀，經常保持全學年30名以內的成績。有一個弟弟山田陸。
藤岡 京平（聲：高橋廣樹）
高中生，個性單純，腦袋很笨。未來單相思兩年的對象。超級遲鈍男，自稱對於戀愛一竅不通，對未來出言不遜的男人，並且稱未來「仙人掌星人」。曾經是不良少年，原來染著一頭金髮，高中時染成黑髮。哥哥是藤岡久遠。
皆瀨 菜實（聲：水樹奈奈）
高中生，曾經喜歡過藤岡，曾經被未來誤會跟藤岡在交往。後來成為未來的朋友。有一個上班族男朋友「洋一」。
夏川 一樹
高中生，理事長的兒子，受女生歡迎。因為看到未來因為藤岡流眼淚，從那以後敵視藤岡，視藤岡為眼中釘。並且陷害藤岡差一點遭到停學處分。
藤岡 久遠
藤岡京平的哥哥，因為在路上撞倒未來而認識。京平非常討厭他，任何東西只要跟他沾上關係都會拋棄，包含女朋友，頭髮也是因為久遠染成金色，京平才染回黑色。
高橋 真樹
高中生，未來的朋友。與未來同一個中學，高中也是同一所。

## 出版書籍
| 卷數 | 集英社         | 集英社             | 尖端出版社    | 尖端出版社           |
| 卷數 | 發售日期       | ISBN               | 發售日期      | EAN                  |
| ---- | -------------- | ------------------ | ------------- | -------------------- |
| 1    | 2004年8月11日  | ISBN 4-08-856557-6 | 2006年4月25日 | EAN 471-7702-20050-3 |
| 2    | 2005年1月14日  | ISBN 4-08-856582-7 | 2006年4月25日 | EAN 471-7702-20051-0 |
| 3    | 2005年6月15日  | ISBN 4-08-856616-5 | 2006年5月20日 | EAN 471-7702-20052-7 |
| 4    | 2005年10月14日 | ISBN 4-08-856644-0 | 2006年5月20日 | EAN 471-7702-20072-5 |

## 廣播劇CD
2004年由申請者全員服務而廣播劇CD化。

### 聲音演出
- 山田未来 - 川澄綾子
- 藤岡京平 - 高橋廣樹
- 皆瀬菜実 - 水樹奈奈

### 製作團隊
- 原作：春田菜菜
- 脚本：土井佐智子
- 音響監督：菊田浩巳
- 混音：土屋雅紀、蛯名恭範
- 效果：森永永子（楽音舎）
- 音樂：山根理恵
- 音樂協調員：早川治久（早川屋）
- 工作室：Studio Gong
- 錄音：Hi-Brite
- 音響製作：大塚美苗（Marine娛樂）